# Ulf Durling
Pour les articles homonymes, voir Durling.
Ulf Durling, né à Stockholm le 13 août 1940, est un psychiatre et un auteur suédois de roman policier.

## Biographie
Après des études en médecine générale, il se spécialise en psychiatrie et devient responsable du service d'urgence de l'hôpital de Danderyd dans la banlieue nord de Stockholm. Il enseigne également la psychiatrie clinique.
En marge de ses activités professionnelles, il se lance dans l'écriture de fictions policières. En 1971, Pour un bout de fromage, un whodunit humoristique, obtient un grand succès public et remporte un prix de l'académie suédoise de détection.  Les titres suivants, dont les parutions s'échelonnent sur plus de trente ans, s'éloignent de plus en plus du roman d'énigme classique pour aborder le thriller psychologique. Conservant souvent une bonne dose d'humour, les récits de Durling apparaissent comme un alliage proprement scandinave des œuvres de Patricia Highsmith et de P. G. Wodehouse.
Parmi ses romans, Min kära bortgångna est adapté à la radio suédoise et Lugnet efter stormen remporte le prix du meilleur roman policier suédois en 1983.
Durling, qui a publié des recueils de nouvelles, a également assuré une rubrique de critique de romans policiers dans quelques magazines suédois.

## Œuvre

### Romans
- Gammal ost (1971) Publié en français sous le titre Pour un bout de fromage, Paris, Librairie des Champs-Élysées, Le Masque no 1271, 1973
- Hemsökelsen (1972)
- Säg PIP! (1975)
- Annars dör man (1977)
- Min kära bortgångna (1980)
- Tack för lånet (1981)
- Lugnet efter stormen (1983)
- Aldrig i livet (1985)
- In memoriam (1988)
- Synnerliga skäl (1990)
- Tills döden förenar oss (1993)
- Komma till skott (1996)
- Vilddjurets tal (1999)
- Domaredans (2001)
- Vägs ände (2005)
- Den svagaste länken (2008)

### Recueils de nouvelles
- Styva linan och andra kriminalnoveller (1996)
- Ett steg i rätt riktning (2003)

## Sources
- Jacques Baudou et Jean-Jacques Schleret, Le Vrai Visage du Masque, vol. 1, Paris, Futuropolis, 1984, 476 p. (OCLC 311506692), p. 170.